# Diksha
Diksha (deeksha) is een gebruik binnen het Hindoeïsme waar men een initiatie doet op afstand. Men gaat ervan uit dat een verlicht persoon totale controle heeft over de universele energie en deze ook middels de handen, ogen, adem of visualisatie over kan brengen op een ander persoon. Een diksha wordt altijd gegeven door een persoon met een hoog spiritueel aanzien en het liefst een verlicht iemand. Men gelooft dat een moment van verlichting is te ervaren als je van zo een iemand een Diksha ontvangt.